# ناحیه پولاسکی، میشیگان
ناحیه پولاسکی (به انگلیسی: Pulaski Township) یک منطقهٔ مسکونی در ایالات متحده آمریکا است که در شهرستان جکسون، میشیگان واقع شده‌است.
 ناحیه پولاسکی  ۲٬۰۷۵ نفر جمعیت دارد و ۳۳۰ متر بالاتر از سطح دریا واقع شده‌است.